# Радиф (музыка)

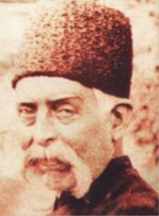
Мирза Абдулла Фарахани

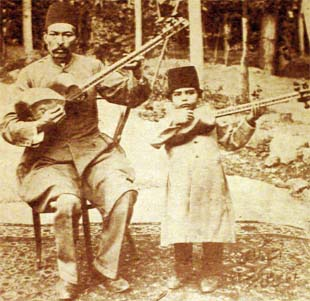
Ага Хоссейнголи Фарахани вместе со своим сыном

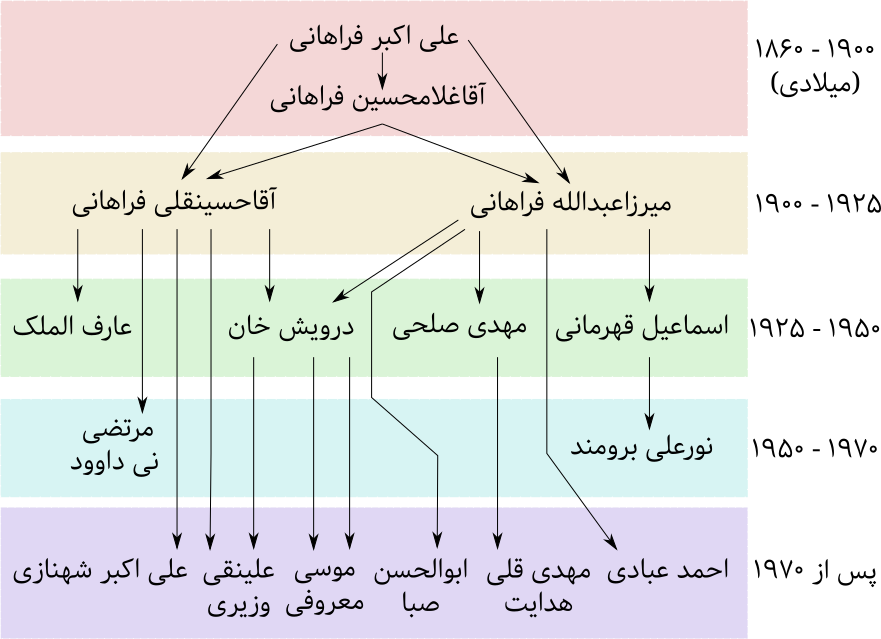
Ход передачи иранской музыки от разных музыкантов друг другу, основанный на различных источниках

Радиф (перс.  ردیف‎) — специфическое явление классической иранской музыки, представляющее собой сохранившийся корпус классических мелодических моделей. Традиционная музыка Ирана основана на радифе, который в течение многих веков передавался от мастеров-музыкантов их ученикам. Со временем интерпретации каждого музыканта сформировали огромное количество новых мелодий, значительно расширив первичный корпус.

## История
Сохранение мелодий почти целиком зависело от памяти музыкантов каждого поколения. Для полноценного изучения сущности радифа требуется несколько десятков лет практики — постоянного повторения изученных мелодий. Мастер радифа должен отработать корпус тысячи раз, чтобы иметь возможность сыграть любую его часть.
Самые ранние известные радифы были переданы в XIX веке двумя мастерами — Мирзой Абдоллой и Мирзой Хоссейнколи. По примеру этих мастеров другие музыканты начали создавать собственные радифы, многие из которых стали очень известными в наше время — например, инструментальный радиф Мусы Мааруфи.
Одним из самых известных музыкантов, играющих на таре, был Остад Али Акбар Шахнази, сын Мирзы Хоссейнколи. Он исполнял радиф, переданный отцом.
Радиф Мирзы Абдоллы впервые был записан в 1970-х годах в исполнении Нура Али Боруманда — опять же, он исполнял заученный радиф без нот. Радиф Мирзы Хоссейнколи был записан в 2001 году в исполнении Дарьюша Пирниякана. Последний сейчас не пользуется популярностью среди молодых музыкантов, однако он по-прежнему составляет основу классической персидской музыки.

## Принцип
Радиф состоит из нескольких дастгахов (перс.  دستگاه‎), которые отличаются друг от друга временными интервалами между нотами и типом исполнения мелодии. Каждый дастгах представляет собой особое звуковое пространство. Дастгах может включать от 10 до 30 гуше (перс.  گوشه‎) — мелодий. Ритм в этих мелодиях бывает трёх типов — симметричный, асимметричный и свободный. Ритм радифа почти полностью соответствует ритму и метру в персидской поэзии. Инструментальный и вокальный радиф отличаются с ритмической точки зрения, однако их мелодические структуры одинаковы.
Наиболее популярными радифами являются радифы для тара: как правило, каждый дастгах такого радифа содержит 20—40 гуше.

## Галерея

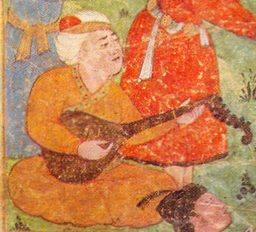
Барбад
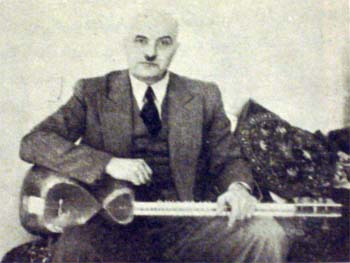
Али-Наги Вазири[англ.] (1887–1979)
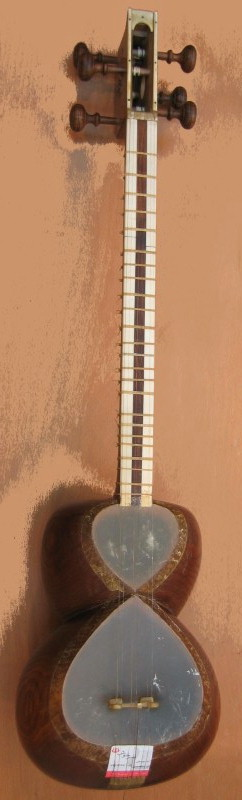
Тар
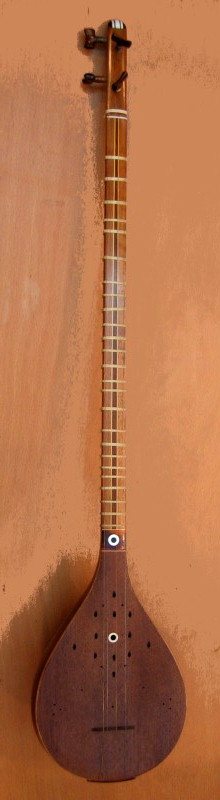
Сетар